# 太平古武庙

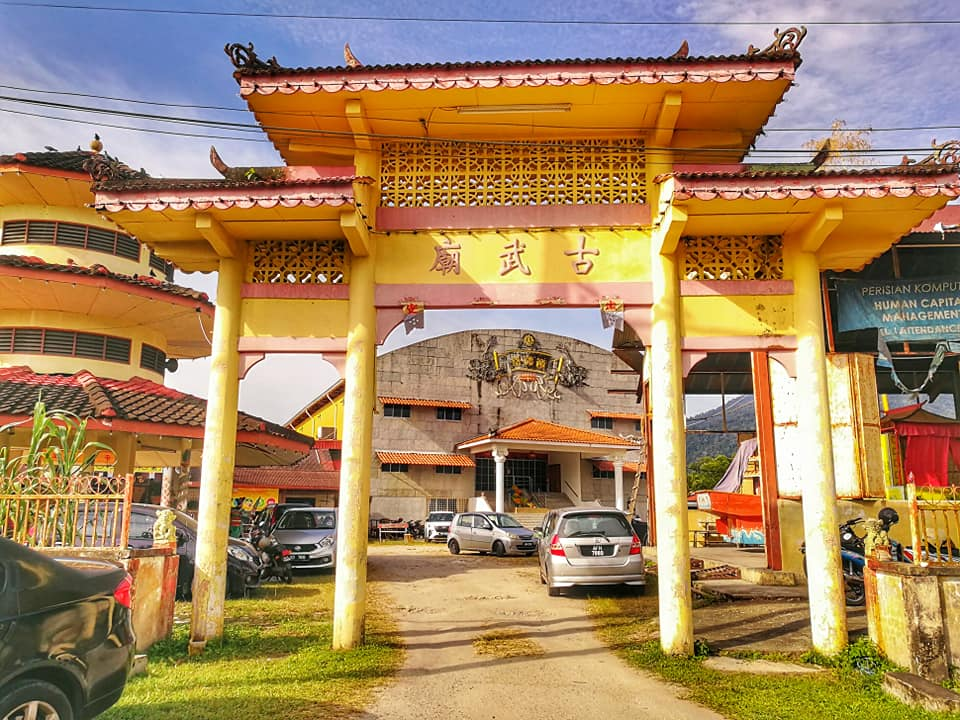
太平古武廟山門

太平古武庙，是位於马来西亚霹雳州太平都拜的九皇大帝庙宇。始建於1850年。

## 歷史
太平古武庙可追溯到1850年当时的庙主翼鱼（奕鱼）从泰国普吉島內杼斗母宮請九皇香火來到太平建廟。
太平当地人称古庙 （kó biō）、古庵 （kó am），是太平当地人的信仰中心，每年九皇大帝圣诞千秋人山人海，太平人每次会去点香的地方。至古以来每年农历九月初八古武庙都会在早上举办游行，是每一年的重头戏，当地庙宇都会在当天穿银针，这些一直都保留至今。

### 名字来源
太平古武廟九皇大帝斗姥宮中的"古武庙"的由來是，当时英殖民官員來參加九皇誕慶典，看到乩童在戲台上表演流星球斧頭劍劈身，滚針床，英官員送［古武廟］這個廟名，延用至今。

## 供奉神明
主座神明：
- 九皇大帝
- 斗母元君

配祀神明：
- 太上老君
- 註生娘娘
- 福德正神
- 二郎真君
- 田府元帥
- 李府千歲
- 開閩王
- 浦將軍
- 陳將軍
- 虎爺伯
- 孝子爺（財神爺）
- 釋迦如來